# Estação de Kuki (Saitama)
A Estação de Kuki (久喜駅, Kuki-eki, em japonês) é uma estação de trem localizada no distrito comercial de Kuki, Saitama Prefeitura, Japão.

## Linhas
JR East
■ Linha Utsunomiya [ja]
Tobu Railway
 Linha Tobu Isesaki [ja] ( Linha Tobu Skytree)

## História
A estação JR foi inaugurada em 16 de julho de 1885.
A estação de Tobu foi inaugurada em 27 de agosto de 1899. A numeração da estação foi introduzida em 17 de março de 2012 (TI02).

## Layout da estação

### JR
Possui 3 faixas passadas com duas plataformas centrais. O banheiro está no portão do bilhete.

#### Plataformas
| Plataformas | Linha                             | Direção  | Destino                                                                                           |
| ----------- | --------------------------------- | -------- | ------------------------------------------------------------------------------------------------- |
| 1           | ■Linha Utsunomiya（Linha Tohoku） | Descendo | por Oyama, Utsunomiya e Kuroiso                                                                   |
| 2           | ■Linha Utsunomiya（Linha Tohoku） | Descendo | por Oyama, Utsunomiya e Kuroiso                                                                   |
| 3           | ■Linha Utsunomiya（Linha Tohoku） | Subindo  | por Ōmiya, Tóquio, Shinjuku, Yokohama e Ōfuna （Linha Shōnan-Shinjuku）（Linha Ueno-Tóquio [ja]） |

### Tobu
Possui 4 faixas passadas com duas plataformas centrais. O banheiro está no portão do bilhete.

#### Plataformas
| Plataformas | Linha              | Direção  | Destino | Observação                                                            |
| ----------- | ------------------ | -------- | --- | --------------------------------------------------------------------- |
| 1           | Linha Isesaki      | Descendo | por Tatebayashi, Ashikagashi, Ōta e Linha Kiryū Akagi                                                                         |                                                                       |
| 2           | Linha Isesaki      | Descendo | por Tatebayashi, Ashikagashi e Ōta （Parte da Linha Tobu Skytree Kita-Senju, Tokyo Skytree e Asakusa）                        | Alguns dos primeiros trens que partem desta estação partem da Linha 2 |
| 3           | Linha Tobu Skytree | Subindo  | por Tōbu-Dōbutsu-Kōen, Kita-Senju, Tokyo Skytree, Asakusa, Linha Hanzomon Shibuya e Linha Tōkyū Den-en-toshi [ja] Chūō-Rinkan | Alguns dos primeiros trens que partem desta estação partem da Linha 2 |
| 4           | Linha Tobu Skytree | Subindo  | por Tōbu-Dōbutsu-Kōen, Kita-Senju, Tokyo Skytree, Asakusa, Linha Hanzomon Shibuya e Linha Tōkyū Den-en-toshi [ja] Chūō-Rinkan | Alguns dos primeiros trens que partem desta estação partem da Linha 2 |

## Instalações ao redor da estação
- Cookie Plaza [ja]
- Escola secundária de Kuki da prefeitura de Saitama [ja]
- Agência dos Correios kuki [ja]
- Ito-Yokado [ja] Loja de Kuki